# Nephepeltia leonardina
Nephepeltia leonardina är en trollsländeart som beskrevs av Racenis 1953. Nephepeltia leonardina ingår i släktet Nephepeltia och familjen segeltrollsländor. IUCN kategoriserar arten globalt som livskraftig. Inga underarter finns listade i Catalogue of Life.